# Dante Gallani
Dante Gallani (Bagnolo di Po, 14 settembre 1878 – Milano, 1936) è stato un medico, politico e antifascista italiano.

## Biografia
Laureato in Medicina e Chirurgia all'Università degli Studi di Padova, svolge la sua opera politica nel medio Polesine dove organizza le leghe bracciantili.
Nel novembre del 1919 diviene deputato socialista, ma "di una corrente avversa" a quella del conterraneo Giacomo Matteotti.
Con l'avvento del fascismo si trasferisce a Padova e, dopo l'assalto e l'incendio dello studio medico e dell'abitazione, si stabilisce a Milano.
È stato membro della Massoneria.
Nel 1926 viene arrestato e costretto al confino in Basilicata, a Marsico Nuovo, fino al 1929, anno in cui venne emessa un'amnistia. Al suo ritorno si trasferisce definitivamente a Milano con la famiglia.
Rimasto vedovo nel 1932, si risposa nel 1933 con Lina Merlin.
Muore a Milano nel 1936. Cremato, le sue ceneri sono nel cimitero Monumentale di Milano.